# Pokémon Theme
Pokémon Theme, ook wel bekend als Gotta catch 'em All, is een lied uit 1998, dat afkomstig is uit de Pokémon-serie. Het werd gebruikt in de eerste twee seizoenen, Pokémon: Indigo League en Pokémon: Orange Islands. Ook was het de eerste track op de CD Pokémon 2.B.A. Master. Het lied is ingezongen door Jason Paige, die er een bescheiden hitje mee had. Het was onvoldoende om de Nederlandse Top 40, Single Top 100, Belgische VRT Top 30 en Vlaamse Ultratop 50 te bereiken. 
In 2015 haalde het echter de Radio 2 Top 2000, toen via een Facebook-actie opgeroepen werd vooral op dit nummer te stemmen om het in die lijst te krijgen. Het resultaat was ernaar toen meerdere mensen op het lied stemden in de rubriek "Vrije keuze", hierdoor eindigde het nummer op de 1666e plaats. Het jaar daarop in 2016 wist het nummer maar liefst 1434 plekken te stijgen waardoor het terecht kwam op nummer 232.
50.Grind zong een lied onder dezelfde titel in 2001.

## NPO Radio 2 Top 2000
| Nummer met noteringen in de NPO Radio 2 Top 2000 | '15  | '16 | '17 | '18 | '19 | '20 | '21 | '22 | '23 | '24 |
| ------------------------------------------------ | ---- | --- | --- | --- | --- | --- | --- | --- | --- | --- |
| Pokémon Theme                                    | 1666 | 232 | 284 | 115 | 127 | 186 | 165 | 142 | 151 | 152 |

1. ↑  Een vetgedrukt getal geeft de hoogste notering aan.
2. ↑  2015 was het eerste jaar met een notering voor dit nummer.